# TCB Records
TCB Records ist ein Schweizer Jazzlabel, das 1988 von dem Jazzmusiker Peter Schmidlin (1947–2015) gegründet wurde.
TCB (Abkürzung von Taking Care of Business) wurde 1988 von dem Basler Schlagzeuger Peter Schmidlin gegründet. Die ersten Produktionen basierten auf den Mitschnitten einer Radioreihe, bei der die Rhythmusgruppe aus Peter Frei, Klaus Koenig und Schmidlin mit häufig US-amerikanischen Jazzsolisten öffentlich auftreten zu lassen. Die Radiomitschnitte (Swiss Radio Days Jazz Live Concert Series) wurden zunächst als LPs angeboten. Zu den Solisten zählten Dexter Gordon, Woody Shaw, Benny Bailey, Slide Hampton, Art Farmer, Clark Terry und Johnny Griffin, aber auch Karin Krog, Albert Mangelsdorff oder Alan Skidmore/Kenny Wheeler. 
1991 gründete Schmidlin die TCB Music SA in Montreux. Mitte 1992 wurde TCB mit Unterstützung von Kurt Weil weiter professionalisiert und die Aktivitäten wurden erweitert. Zu den spezifischen Produktlinien, die stilistisch unterschieden wurden, zählten Aufnahmen des Schweizer Radios mit Jazzgruppen bzw. Big Bands wie der Quincy Jones Big Band, dem Thad Jones/Mel Lewis Orchestra, der Gerry Mulligan Concert Jazz Band und dem Vienna Art Orchestra, den Gruppen von Cannonball Adderley, Art Blakey, Phil Woods, Miles Davis und Buck Clayton, ferner Aufnahmen von Benny Goodman sowie des Bebop/Postbop (wie George Gruntz, Willi Johanns, François Lindemann, Thierry Lang/Toots Thielemans, Matthieu Michel/Richard Galliano, Evaristo Pérez), des World Jazz (z. B. Hans Kennel, Peter Schärli oder Paul Haag) oder des zeitgenössischen Jazz (Christoph Spendel, Jack Walrath, Ed Neumeister, Philippe Cornaz). Neben Produktionen des Radios und des Montreux Jazz Festivals (z. B. Roni Ben-Hur/Barry Harris oder Buster Williams) hat das Label auch Eigenproduktionen veröffentlicht, etwa von Mark Soskin oder Jerome Richardson. Der Diskograf Tom Lord listet 248 Sessions, die bis 2013 auf dem TCB-Label erschienen sind.